# Louise-Joséphine Sarazin de Belmont
Pour les articles homonymes, voir Sarazin et Belmont.
Louise Joséphine Sarazin de Belmont née le 14 février 1790 à Versailles et morte le 9 décembre 1870 à Paris est une peintre et lithographe française.

## Biographie
Elle est la fille de Claude François Sarazin de Belmont, écuyer, principal commis du dépôt général des archives de la Guerre (1790) et d'Amable Josèphe Prevost. Élève préférée de Pierre-Henri de Valenciennes (1750-1819), dont l'atelier était ouvert aux femmes, elle expose au Salon dès 1812. Elle y remporte une médaille de deuxième classe en 1831 et une de première classe en 1834.
D’une exceptionnelle longévité, elle débute en 1812 sous l’Empire et sera encore présente au Salon de 1867, sous Napoléon III.
D’abord protégée par l’Impératrice Joséphine (qui lui commande des vues de La Malmaison), elle le sera ensuite par la duchesse de Berry (qui possédera douze de ses vues d’Italie).
Grande voyageuse, Joséphine Sarazin de Belmont rapporte de son premier voyage en Italie, entre 1824 et 1826, quantité d’esquisses et de dessins pris à Tivoli, Terni, Subiaco, Naples, Paestum et en Sicile, cette dernière destination étant peu courante, à cette époque, pour une femme.
De 1828 à 1835, elle travaille dans la chaîne des Pyrénées. Elle en rapporte des études qu'elle transcrit en gravures, et dont la vente lui permet de financer ses voyages.

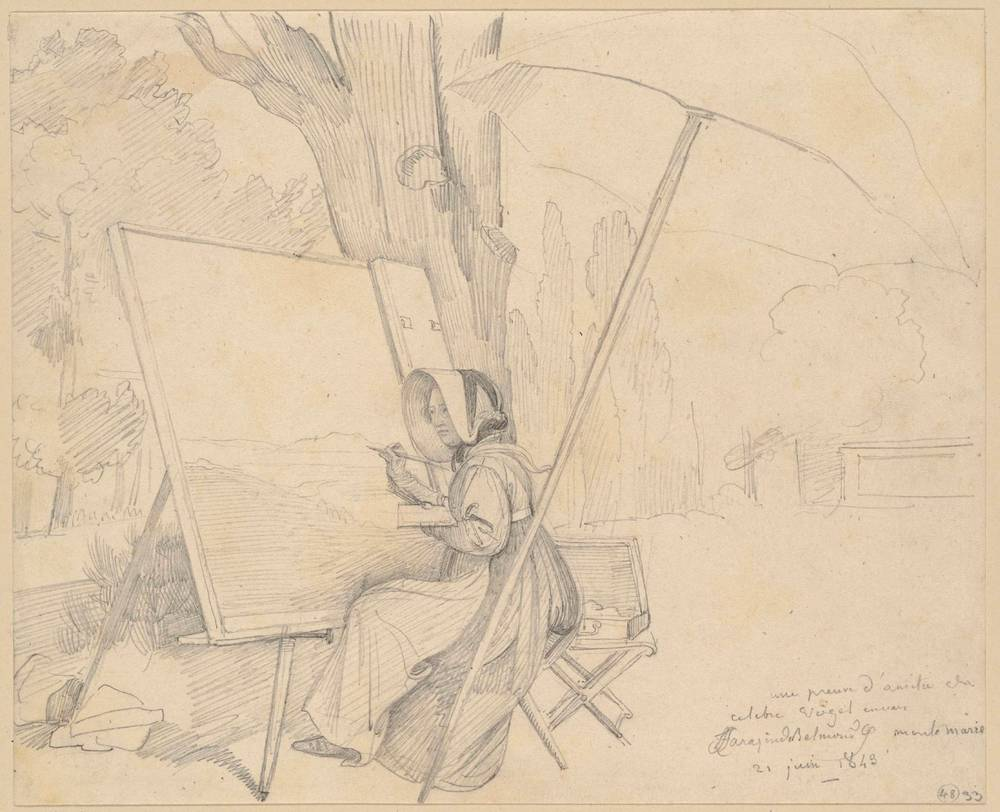
Autoportrait de Louise-Joséphine Sarazin de Belmont en train de peindre dans un paysage, dessin, 21 juin 1849

On la retrouve en Bretagne, en 1837, puis en Allemagne en 1838. Puis de nouveau en Italie, pour de longs séjours (de 1839 à 1841, et de 1843 au milieu des années 1850).
Elle peindra également plusieurs vues d'Ile-de-France, notamment en forêt de Fontainebleau.
Elle est donc l’une des toutes premières artistes femmes paysagistes à avoir travaillé sur le motif, en plein air.
Son atelier parisien (ancienne rue Saint-Germain-des-Prés), sera fréquenté par les plus grands personnalités de son temps, dont Ingres et Antoine Jean Gros et son épouse Augustine Dufresne (dont elle célèbrera le souvenir dans plusieurs tableaux, offerts au musée des Augustins de Toulouse).
Proche de la sculptrice (ultra royaliste) Félicie de Fauveau, elle demanda à cette dernière de réaliser un petit monument en marbre dédié au couple Gros (finalisé en 1847, il fut offert en 1848 au musée des Augustins de Toulouse).
Célibataire, Joséphine Sarazin de Belmont terminera ses jours, en décembre 1870 à Paris, auprès de sa compagne, Carmela Bucalo-Vinciguerra, d'origine sicilienne (1800-1881).
Inhumées ensemble au cimetière du Montparnasse, leur tombe a été relevée en 2005.

## Œuvres dans les collections publiques

### États-Unis
- Boston, Harvard Art Museums : La Cava, 1829[9]
- San Francisco, Fine Arts Museums of San Francisco
  - Les cascades de Tivoli, 1826[10]
  - Vue des cascades de Tivoli, vers 1826[11]
- Washington, National Gallery of Art
  - Vue du Castello di San Giuliano, près de Trapani, Sicile, vers 1824-1826[12]
  - Le Théâtre romain à Taormina, 1828[13]

### France
- Angers, musée des Beaux-Arts
  - Rochers à la Cava, 1822[14] ;
  - Cascade à Turmann, 1824[15] ;
  - Rochers dans la vallée de Luchon, 1829[16] ;
  - Vue prise à Gavarnie - Les Pyrénées, 1830[17] ;
  - Vue de Florence, 1839[18] ;
  - Paysage d'Italie - Deux moines dans un paysage, 1851[19] ;
  - Paysage d'Italie - Moine dans un paysage, 1852[20] ;
  - Vue des ruines de Tivoli - Ravins de Tivoli, 1863[21] ;
- Poitiers, musée Sainte-Croix : Les bords de la Laïta à Quimperlé, vers 1837[22].
- Quimper, musée des Beaux-Arts : 
  - Marine, non daté[23]
  - Vue de Saint-Pol-de-Léon, 1837, 62 × 90,5 cm[24].
- Toulouse, musée des Augustins :
  - Paris, vu des hauteurs du Père Lachaise, entre 1842 et 1859 ;
  - Florence, vue de San Miniato (la Foi)
  - Naples, vue du Pausilippe (la Charité)
  - Rome, vue de Monte Mario (l'Espérance)

Œuvres de Louise-Joséphine Sarazin de Belmont
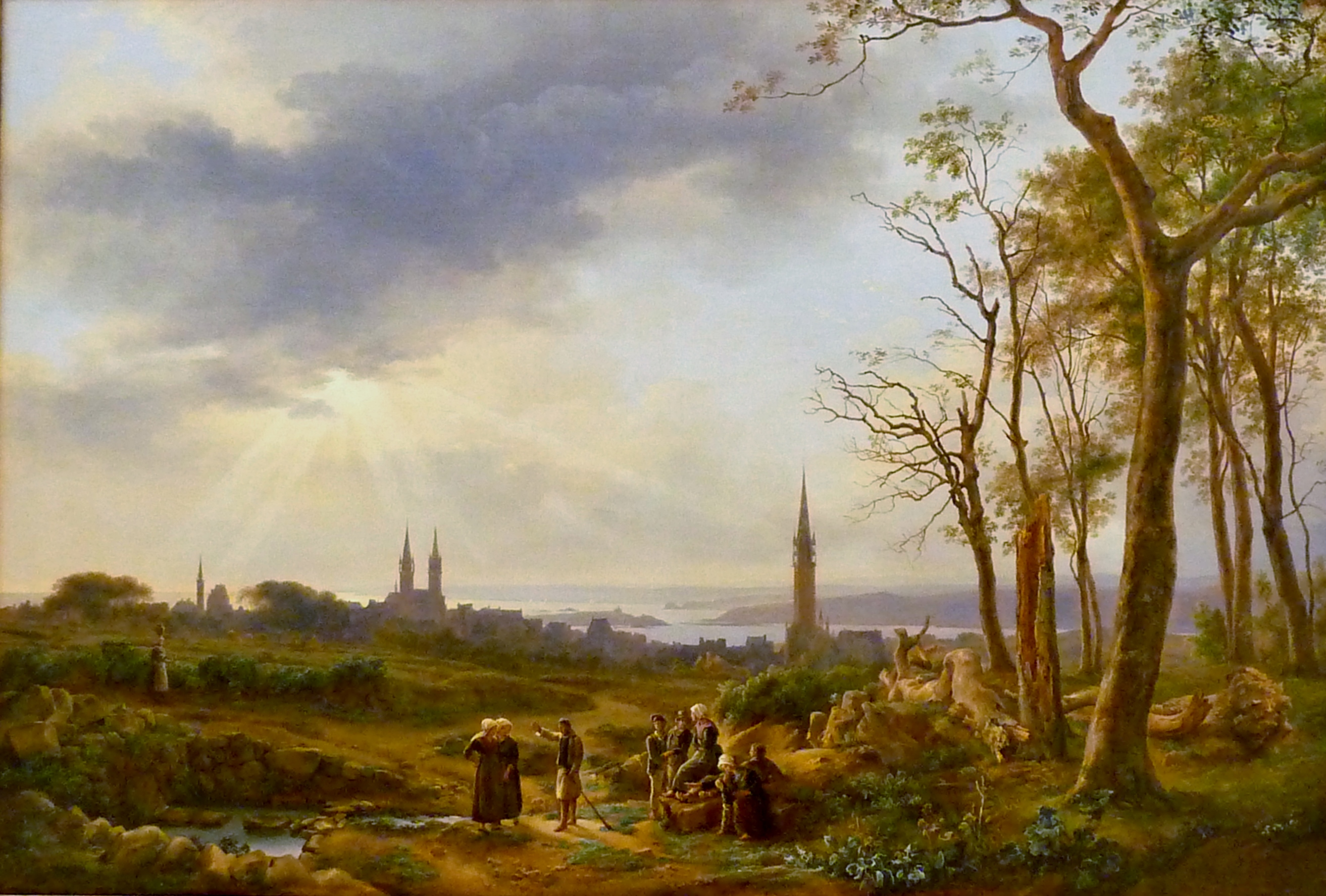
Vue de Saint-Pol-de-Léon (1837), musée des Beaux-Arts de Quimper.
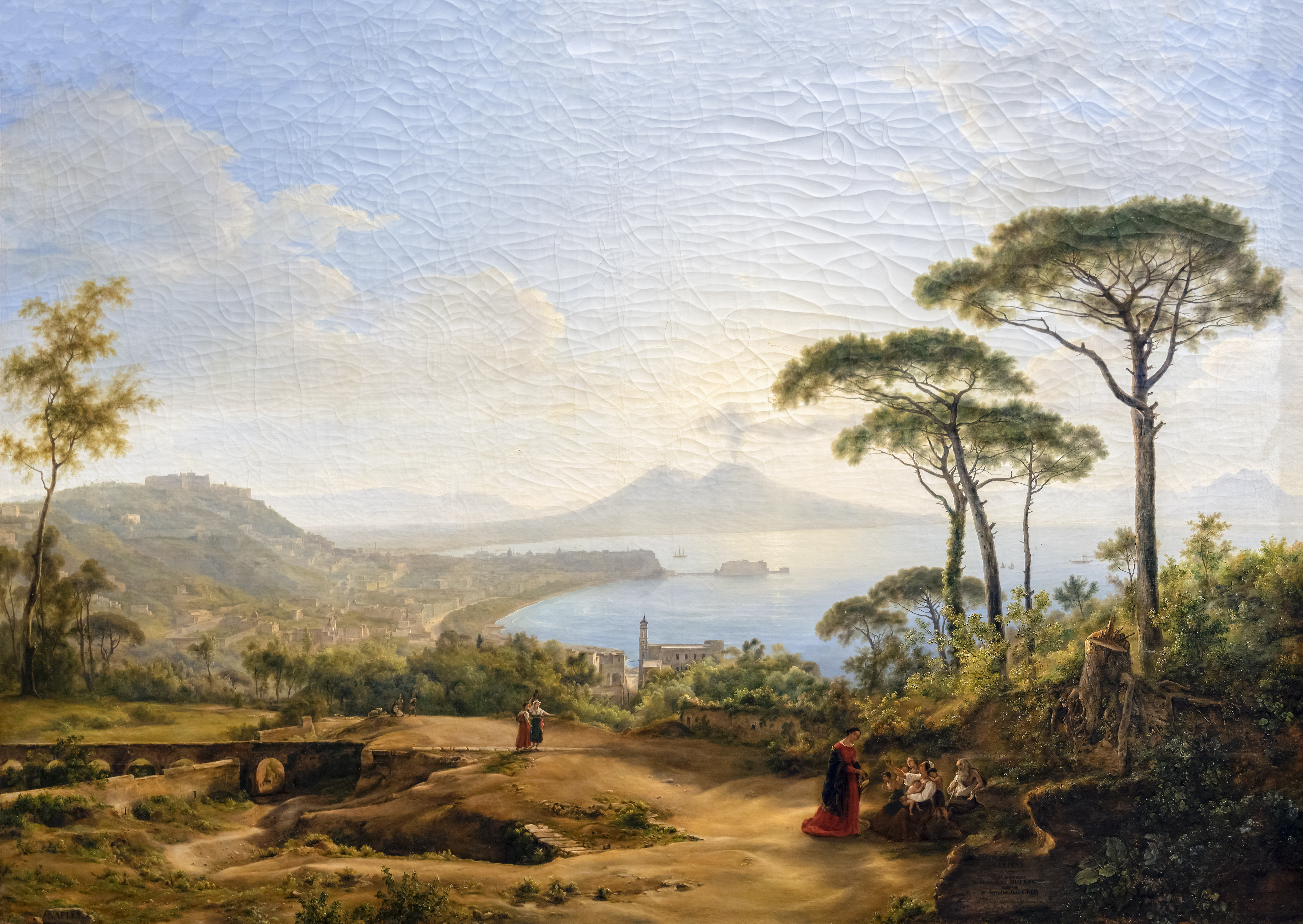
Naples, vue du Pausilippe (1842), musée des Augustins de Toulouse.
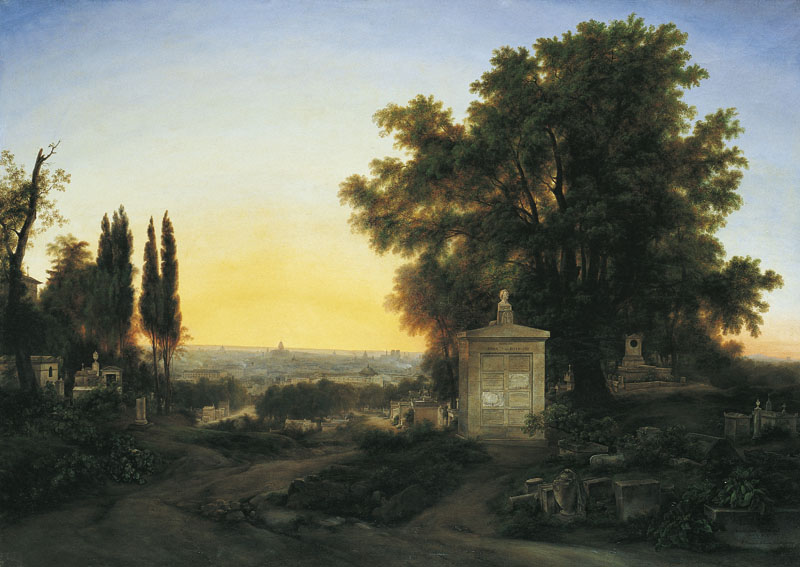
Paris, vu des hauteurs du Père Lachaise (entre 1842 et 1859), musée des Augustins de Toulouse.
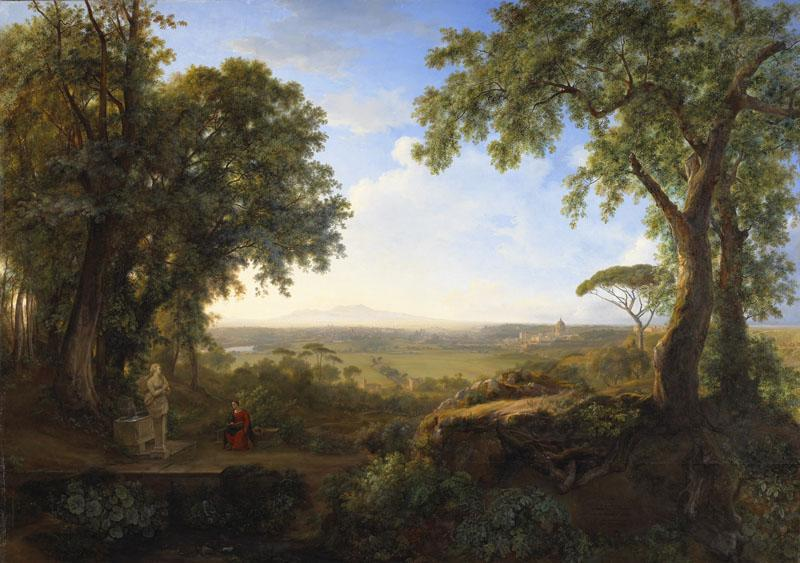
Rome, vue de Monte Mario (entre 1842 et 1859), musée des Augustins de Toulouse.
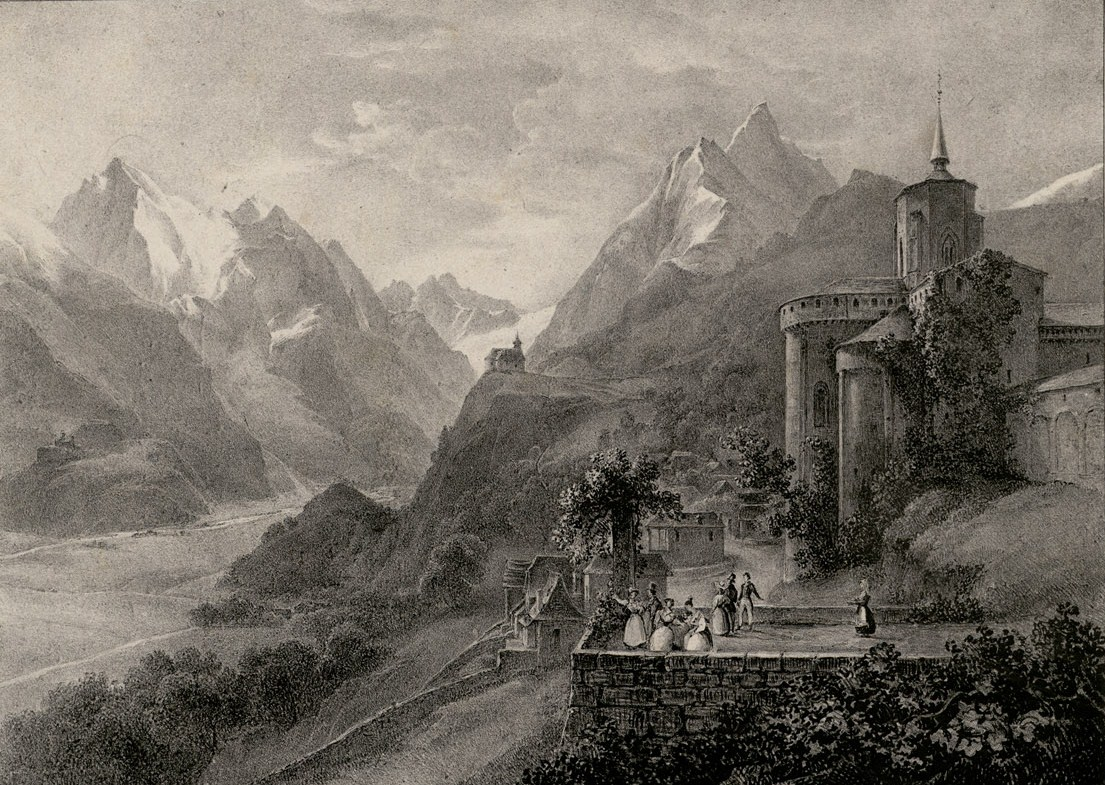
Saint-Savin, lithographie.